# Pteronemobius longipennis
Pteronemobius longipennis är en insektsart som först beskrevs av Henri Saussure 1874.  Pteronemobius longipennis ingår i släktet Pteronemobius och familjen syrsor. Inga underarter finns listade i Catalogue of Life.